# هیجان‌ها (آلبوم ماریا کری)
هیجان‌ها (انگلیسی: Emotions) دومین آلبوم استودیویی خواننده و ترانه‌سرای آمریکایی ماریا کری است. آلبوم در ۱۷ سپتامبر ۱۹۹۱ توسط کلمبیا رکوردز منتشر شد. این آلبوم از فرمول آلبوم اولیه کری در سال ۱۹۹۰ مغایرت داشت، زیرا او کنترل خلاقانه تری بر روی اصل تهیه و ضبط بر این آلبوم داشت. علاوه بر این، هیجان‌ها از طیف وسیعی از ژانرها مانند گاسپل، آراندبی، سول و القاء بالادی دهه ۱۹۵۰، ۱۹۶۰ و ۱۹۷۰ میلادی تأثیر گرفته‌است. در حین ضبط، کری با تهیه‌کنندگان و ترانه‌سرایان مختلفی از جمله والتر آفاناسیف، تنها بازدارنده از آلبوم قبلی، همکاری کرد.
پس از انتشار، هیجان‌ها به‌طور کلی از منتقدان موسیقی معاصر یازخوردهای متفاوتی دریافت کرد. این آلبوم در رتبه چهارم بیلبورد ۲۰۰ قرار گرفت و بسیاری از منتقدان این آلبوم را به دنبال موفقیت نخستین کری که یازده هفته در بالای جدول بود، شگفت زده کرد. با این‌که هیجان‌ها فروش بسیار کمتری از آثار قبلی کری داشت، اما با تخمین فروش ۳٬۵۹۵٬۰۰۰ نسخه، ۴ گواهی‌نامه پلاتین از انجمن صنعت ضبط موسیقی ایالات متحده آمریکا (RIAA) دریافت کرد که چهار میلیون نسخه فروش در این کشور را نمایش می‌دهد. هیجان‌ها در خارج از ایالات متحده به موفقیت متوسطی دست یافت و در استرالیا، کانادا، هلند، نیوزیلند، نروژ و انگلستان در میان ۱۰تای برتر جدول‌ها قرار گرفت. موفقیت آلبوم در ژاپن قوی بود و یک میلیون نسخه به فروش رساند. این آلبوم در سراسر جهان ۸ میلیون فروش داشته‌است.